# Gerald Marks
Gerald Marks, född den 13 oktober 1900 i Saginaw, Michigan, död den 27 januari 1997 i New York var en amerikansk kompositör, mest känd för att ha skrivit "All of Me" 1931 tillsammans med Seymour Simons. Bland andra låtar han skrivit märks "I'll Get Along Somehow" (1932) samt "Is It True What They Say About Dixie?" (1936) - båda tillsammans med Buddy Fields.